# Tokajík
Tokajík es un municipio del distrito de Stropkov en la región de Prešov, Eslovaquia, con una población estimada a final del año 2024 de 95 habitantes.
Se encuentra ubicado al noreste de la región, cerca del río Ondava (cuenca hidrográfica del río Tisza) y de la frontera con  Polonia.

## Demografía
| Año        | 1994 | 2004     | 2014    | 2024    |
| ---------- | ---- | -------- | ------- | ------- |
| Población  | 135  | 111      | 103     | 95      |
| Diferencia |      | −17,77 % | −7,20 % | −7,76 % |

| Año        | 2023 | 2024    |
| ---------- | ---- | ------- |
| Población  | 96   | 95      |
| Diferencia |      | −1,04 % |